# Isabella Galletti Gianoli
Isabella Galletti Gianoli, nom artístic Filomena Rustichelli (Bolonya, 11 de novembre de 1835 – Milà, 31 d'octubre de 1901), fou una mezzosoprano italiana.
Va debutar el 1852 en un rol menor a Nabucco a Piave di Cento (Bolonya), més tard va cantar Leonora de La forza del destino i Eboli de Don Carlo a Milà, i Azucena d'Il trovatore a Parma. El 24 de febrer de 1863, va actuar en l'estrena d'Il brigidiano de Verdi a la Camera di San Paolo de Parma. Després de ser contractada per l'Òpera del Caire, Paul Draneht sembla que la va proposar per crear el paper d'Aida tot i que acceptava que la seva personalitat era una mica capriciosa. El 1883 va deixar de cantar per dedicar-se a l'ensenyament.